# Nedre sjön
Nedre sjön är en sjö i Sala kommun i Västmanland och ingår i Norrströms huvudavrinningsområde.